# Erioptera transmarina
Erioptera transmarina är en tvåvingeart som beskrevs av Ernst Evald Bergroth 1889. Erioptera transmarina ingår i släktet Erioptera och familjen småharkrankar. Inga underarter finns listade i Catalogue of Life.